# Alack Sinner
Alack Sinner es una historieta policíaca desarrollada por los autores argentinos Carlos Sampayo (guion) y José Muñoz (dibujos) para diversos mercados europeos a partir de 1975. Está considerado como uno de los clásicos del género y sus autores cuentan con numerosos discípulos y algunos imitadores. Su protagonista homónimo también aparece en otras obras de los autores, como El bar de Joe o Billie Holiday, en calidad de personaje secundario.

## Trayectoria editorial
Sus autores, grandes aficionados a la cultura estadounidense, pretendían con Alack Sinner

hacer una biopsia de ese fenómeno imposible de ignorar llamado USA. Sinner también es, a nuestro criterio, una instrumentalización positiva del lenguaje del cómic, al intentar mostrar los problemas personales de la gente, los nuestros, los vuestros. Bajo este prisma, el personaje significa algo más que el contexto que le rodea.

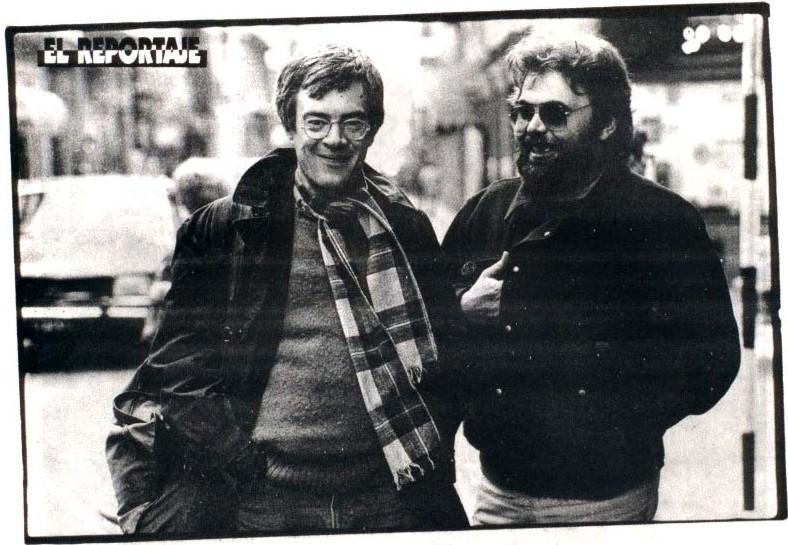
Carlos Sampayo, José Muñoz (Dibujantes)

Fue publicada por primera vez en la revista italiana AlterLinus en 1975. Posteriormente, ha sido editada en Francia por Charlie Mensuel en 1975; en España por Totem desde 1977; en Argentina por la revista Fierro, y en Suiza, la ex Yugoslavia, Holanda, Bélgica, México, Brasil, Estados Unidos y otros países. 
En 2006 fue puesto en edición un nuevo libro de Alack Sinner, cuyo argumento alude a los efectos de los atentados de Nueva York en 2001.

## Argumento
En un principio era un policial negro ambientado en Estados Unidos, pero los autores se desprendieron rápidamente del género para dar lugar a una obra de carácter humanista, muy centrada en las relaciones entre las personas. 
Una particularidad propia de este personaje es que, a lo largo de los años, ha envejecido, situándose en una esfera realista y naturalista.

## Influencia
Alack Sinner motivaría a Vittorio Giardino a crear su propia serie policíaca, Sam Pezzo (1979), la cual se ambienta en su ciudad natal, Bolonia, en lugar de una Nueva York imaginaria.